# Coleoxestia guttula
Coleoxestia guttula es una especie de escarabajo longicornio del género Coleoxestia, tribu Cerambycini, subfamilia Cerambycinae. Fue descrita científicamente por Martins & Monné en 2005.

## Descripción
Mide 33,7 milímetros de longitud.

## Distribución
Se distribuye por Brasil.